# Cerylon fagi
Cerylon fagi is een keversoort uit de familie dwerghoutkevers (Cerylonidae). De wetenschappelijke naam van de soort werd in 1867 gepubliceerd door Brisout de Barneville.